# Team Hahn Racing
Team Hahn Racing, ist ein deutsches Motorsportteam sowie ein Fahrzeugtuner und -konstrukteur aus Altensteig. Team Hahn Racing ist das Rennteam der Hahn Racing GmbH, die 1998 von Konrad und Marlene Hahn gegründet wurde.

## Unternehmensstruktur
Die Hahn Racing GmbH, zu der das Team Hahn Racing gehört, ist ein Familienunternehmen aus Altensteig im Schwarzwald. Die Geschäftsführer sind Konrad und Marlene Hahn.

## Motorsporthistorie

### Truck-Racing
- 1996: Konrad Hahn nimmt einen Renn-Truck samt zugehörigem Auflieger in Zahlung
- 1997: Die Brüder Konrad und Jörg Hahn entschließen sich an der Truck-Racing-Europameisterschaft teilzunehmen
- 1998: Die beiden Brüder gehen getrennte Wege. Team Hahn Racing übernimmt den Truck und nimmt weiter an der Meisterschaft teil
- 1999: Konrad Hahn beendet die EM als 5., erlebt jedoch auch einen schweren Unfall in Zolder und entschließt sich aus dem aktiven Sport auszusteigen.
- 2000: Sohn Jochen Hahn übernimmt das Steuer des Renn-Boliden, wird Rooky of the Year und beendet die Saison auf Platz 6.
- 2001: Teilnahme an der Super-Race-Trucks-Klasse, Kategorie B mit einem Mercedes-Benz-Renntruck
- 2003: Neuer Mercedes-Benz-Axor-Renntruck
- 2006: Entwicklung und Aufbau eines neuen Renn-Lkw auf Basis des MB Axor erfolgt in Eigenregie. Am Ende 3. Platz in der Gesamtwertung
- 2007: Mercedes-Benz steigt aus dem Truck-Rennen aus. Truck-Racing-Europacup wird zur Truck-Racing-Europameisterschaft. Das Team Hahn Racing beendet die Saison auf dem 4. Platz der Fahrerwertung und auf Platz 3 in der Team-Wertung
- 2008: Erste Saison mit einem MAN-Renntruck nach langer Unsicherheit, ob das Team überhaupt an der Meisterschaft teilnehmen würde. Am Ende 4. Platz in der Fahrerwertung, Team-Vize-Europameister als Koller und Schwemmer Team zusammen mit dem französischen MAN-Rennfahrer Jean-Philippe Belloc
- 2009: 3. Platz in der Truck-Racing-Europameisterschaft (Fahrerwertung), Team-Vize-Europameister als Team Hahn Oxxo Racing zusammen mit dem ungarischen MAN-Rennfahrer Balázs Szobi
- 2010: 3. Platz in der Fahrerwertung der Truck-Racing-Europameisterschaft, 3. Platz in der Team-Wertung als Team Hahn Oxxo Racing zusammen mit dem ungarischen MAN-Rennfahrer Balázs Szobi
- 2011: Europameister
- 2012: Europameister
- 2013: Hattrick-Europameister (der 3. in der Geschichte dieses Sports) und Vize-Meister der Team-Wertung als Castrol Team Hahn Racing mit Jochen Hahn und Mika Mäkinen
- 2014: Vize-Europameister, 3. Platz in der Team-Wertung als Team Reinert Adventure (Jochen Hahn und René Reinert)
- 2015: 3. Platz, sowohl in der Fahrer- als auch in der Team-Wertung (Team Reinert Adventure)
- 2016: Europameister, 1. Platz in der Team-Wertung (Team Reinert Adventure)[1]
- 2017: Vize-Europameister, 2. Platz in der Team-Wertung als Die Bullen von Iveco Magirus (Jochen Hahn und Gerd Körber)
- 2018: Europameister (zum 5. Mal), 1. Platz in der Team-Wertung als Die Bullen von Iveco Magirus (Jochen Hahn und Steffi Halm)
- 2019: Europameister (zum 6. Mal), 1. Platz in der Team-Wertung als Die Bullen von Iveco Magirus (Jochen Hahn und Steffi Halm)
- 2020: keine Titelvergabe wegen der COVID-19-Pandemie[2]
- 2021: 4. Platz in der Fahrerwertung, 2. Platz in der Team-Wertung als Die Bullen von Iveco Magirus (Jochen Hahn und Steffi Halm)
- 2022: Vize-Europameister, 2. Platz in der Team-Wertung als Die Bullen von Iveco Magirus (Jochen Hahn und Steffi Halm)
- 2023: Vize-Europameister, 2. Platz in der Team-Wertung als Die Bullen von Iveco Magirus (Jochen Hahn und Steffi Halm)

### Drift- und Kart-Rennen
Eher als Hobby und zum Trainieren, nimmt das Team Hahn Racing von Zeit zu Zeit an Drift- und Kart-Rennen teil, die jedoch keiner offiziellen Meisterschaft unterliegen.

### Das Team heute
Nach neun Jahren, einem Vize-Europameister- und vier Europameistertiteln sowie diversen Auszeichnungen für Fahrer und Team auf zahlreichen, in Eigenregie auf- und umgebauten MAN-Renntrucks, geht das Team neue Wege: 2017 geht Team Hahn Racing mit einem Iveco-Renntruck an den Start der Truck-Racing-Europameisterschaft 2017. Dazu vereinbarte das Team eine 3-jährige Technikpartnerschaft mit Team Schwabentruck Racing und IVECO. Die drei neuen Renn-Lkw wurden in der Werkstatt des Team Hahn Racing in Zusammenarbeit beider Teams komplett neue aufgebaut. Alle drei Lkw nahmen an der Truck-Racing-Europameisterschaft teil.
Als Truck-Racing-Europameister 2016, ging das Team Hahn Racing die Saison 2017 wieder mit der Startnummer 1 an und beendete die Saison als Vize-Europameister auf dem 2. Platz; sowohl in der Fahrerwertung mit Rennfahrer Jochen Hahn am Steuer des IVECO-Renntrucks des Team Hahn Racing und in der Teamwertung mit Jochen Hahn und Gerd Körber (Team Schwabentruck Racing) als „Die Bullen von Iveco Magirus“.